# Proceedings of the London Mathematical Society
Proceedings of the London Mathematical Society ist eine in englischer Sprache erscheinende mathematische Fachzeitschrift, die von der London Mathematical Society herausgegeben wird. 
Sie wurde 1865 gegründet und wird von der London Mathematical Society als ihr „flagship journal“ bezeichnet. Seit 1951 erscheint die III. Series.